# Dalian, Fujian
Dalian (kinesiska: 大练) är en socken i sydöstra Kina. Den ligger i Pingtan härad i provinshuvudstaden Fuzhou i provinsen Fujian, omkring 62 kilometer sydost om provinshuvudstaden Fuzhou. Antalet invånare är 4 505. Befolkningen består av 2 286 kvinnor och 2 219 män. Barn under 15 år utgör 20,0 %, vuxna 15-64 år 67 %, och äldre över 65 år 11,0 %. Den omfattar ön Dalian och ett antal småöar. 